# Steinhausen an der Rottum
Pour les articles homonymes, voir Steinhausen.
Steinhausen an der Rottum est une commune à 4 kilomètres de Ochsenhausen dans l'arrondissement de Biberach, Bade-Wurtemberg, en Allemagne, sur la route baroque de Haute-Souabe.

## Jumelages
- Chaponnay (France) depuis 1983